# لوسیل بارکلی
لوسیل بارکلی (انگلیسی: Lucille Barkley; ۳ نوامبر ۱۹۲۴ – ۱۱ اوت ۱۹۷۹) بازیگر اهل ایالات متحده آمریکا بود.

## بخشی از فیلم‌شناسی
- ساعت بزرگ (۱۹۴۸)
- The Great Plane Robbery (۱۹۵۰)
- پگی (۱۹۵۰)
- The Desert Hawk (۱۹۵۰)
- فت من (۱۹۵۱)
- Arizona Manhunt (۱۹۵۱)
- وقت خواب برای بونزو (۱۹۵۱)
- Flight to Mars (۱۹۵۱)
- Angel Face (1953 film) (۱۹۵۳)
- Prisoners of the Casbah (۱۹۵۳)
- زن دیگر (۱۹۵۴)